# Корганжар
Корганжа́р (каз. Қорғанжар) — село у складі Шалкарського району Актюбінської області Казахстану. Входить до складу Актогайського сільського округу.
До 2007 року село мало статус станційного селища і називалось Роз'їзд №60.
Населення — 94 особи (2021; 214 у 2009).